# Auskerry
Auskerry gehört zu den Orkneyinseln in Schottland und liegt im Osten der Inselgruppe etwa fünf Kilometer südlich von Stronsay. Die Insel hat eine Fläche von 85 ha bei einer Ausdehnung von 1000 × 800 Metern und ist baumlos und flach.
Auf Auskerry steht ein in den Jahren 1865–1867 errichteter 34 Meter hoher Leuchtturm mit einem Nebengebäude für die früheren Leuchtturmwärter. Seit der Mechanisierung des Turms in den 1960er Jahren war die Insel zunächst unbewohnt. Nach offiziellen Angaben wohnt auf der Insel inzwischen wieder eine Familie von vier Personen, die von der Schafzucht lebt.
Von der frühen Besiedlung der Insel zeugen ein Burnt Mound (Monkshouses) und eine mittelalterliche Ruine mit einer Einhegung. Ein etwa 2,6 m hoher Menhir in Form einer großen verwitterten Platte aus Schiefer, die sich nach oben verjüngt, ist an der Basis mit wenigen kleinen Steinen gekeilt. 2,4 m östlich davon steht ein Paar von parallelen aufrechten Platten, 0,8 m voneinander entfernt und über 0,3 m hoch. Diese scheinen zur Packung eines zweiten Menhirs zu gehören.